# The Manhattans
The Manhattans è stato un quintetto vocale maschile statunitense di rhythm and blues e disco music, talvolta in formazione a quattro elementi, che ha registrato lungo tre decenni diversi singoli piazzatisi ai primi posti delle classifiche di vendita.
È conosciuto particolarmente per le canzoni Kiss and Say Goodbye, registrata nel 1976 e piazzatasi prima nella Billboard Hot 100 e nei Paesi Bassi per due settimane e in Nuova Zelanda, terza in Austria, quarta nella Official Singles Chart, settima in Svizzera e Svezia e decima in Germania (figura tra i singoli che hanno venduto oltre due milioni di copie vincendo il disco di platino) e Shining Star, incisa nel 1980.
Il gruppo ha inciso negli anni settanta diverse cover a ritmo di disco music del brano Hurt (A chi? nella versione in lingua italiana di Fausto Leali) originariamente cantato da Timi Yuro.

## Storia
Formatisi nel 1962 a Jersey City, nel New Jersey, i Manhattans erano composti da:
- George "Smitty" Smith (nato il 18 dicembre 1939 in Florida, morto il 16 dicembre 1970)
- Edward "Sonny" Bivins (nato il 15 gennaio 1942 a Macon, in Georgia, morto il 3 dicembre 2014 nel New Jersey)
- Winfred "Blue" Lovett (nato il 16 novembre 1943, morto il 9 dicembre 2014 a Goodyear in Arizona)
- Kenny "Wally" Kelley (nato il 9 gennaio 1943 nel New Jersey, morto il 17 febbraio 2015)
- Richard "Ricky" Taylor (nato nel 1940, morto il 7 dicembre 1987 a Kansas City nel Kansas)

Bivins, Lovett e Kelley si erano diplomati alla Lincoln High School e Taylor e Smith alla Snyder High School. Si conobbero sotto le armi dove suonavano nella banda militare e, una volta congedati, decisero di formare un gruppo musicale. Il primo singolo che incisero fu For the First Time, distribuito nel 1964 dalla Carnival Records. Si considera la data del 15 agosto di quell'anno, giorno dell'incisione discografica, come quella di inizio di attività del gruppo che ha iniziato da allora ad incidere brani di successo, con canzoni spesso scritte dagli stessi membri del complesso.
Nel 1968 i Manhattans hanno ottenuto il primo riconoscimento di rilievo, quello della Nitra destinato al miglior gruppo promessa dell'anno. L'anno seguente sono stati scritturati dalla Deluxe, etichetta discografica della King Records, e hanno iniziato una tournée nei college. Mentre si trovavano a suonare al Kittrell College, incontrarono Gerald Alston, nato l'8 novembre 1951 e nipote della cantante Shirley Owens delle Shirelles, che suonava nei New Imperials, e gli proposero di unirsi a loro, ma Alston preferì declinare l'offerta, che poi accettò per sostituire George Smith, morto di tumore al cervello nel dicembre 1970.

## Discografia

### Album con Sonny Bivins
- 1966: Dedicated to You (Carnival) - R&B #19
- 1970: With These Hands (Deluxe)
- 1972: A Million to One (Deluxe) - R&B #35
- 1973: There's No Me Without You (Columbia) - US #150, R&B #19
- 1974: Summertime in the City (CBS)
- 1975: That's How Much I Love You (Columbia) - US #160, R&B #59
- 1976: The Manhattans (Columbia) - US #16, R&B #6, UK #37
- 1977: It Feels So Good (Columbia) - US #68, R&B #12
- 1978: There's No Good in Goodbye (Columbia) - US #78, R&B #18
- 1979: Love Talk (Columbia) - US #141, R&B #20
- 1980: After Midnight (Columbia) - US #24, R&B #4
- 1980: Greatest Hits - US #87, R&B #18
- 1981: Black Tie (Columbia) - US #86, R&B #21
- 1983: Forever by Your Side (Columbia) - US #104, R&B #17
- 1985: Too Hot to Stop It (Columbia) - US #171, R&B #44
- 1986: Back to Basics (Columbia)
- 1989: Sweet Talk (Valley Vue)
- 1993: Black Tie (Sony)
- 1995: The Best of the Manhattans: Kiss and Say Goodbye (Columbia/Legacy)

### The Manhattans di Blue Lovett
- 1999: Live from South Africa (Classic World)
- 2001: Even Now (Beemark)
- 2007: Reachin' For the Sky (KRB Music)
- 2008: Men Cry Too (S-D-E-G) (redistribuzione di Lovett - Even Now - con tracce bonus ed una nuova canzone)

### Singoli
- 1964: For The First Time (primo singolo)
- 1965: Follow Your Heart - US #92, R&B #20
- 1965: Searchin' For My Baby - R&B #20
- 1966: Baby I Need You - US #96, R&B #22
- 1966: Can I - R&B #23
- 1967: When We're Made As One - R&B #31
- 1968: I Call It Love - US #96, R&B #24
- 1970: If My Heart Could Speak - US #98
- 1972: One Life To Live - R&B #3
- 1973: There's No Me Without You - US #43, R&B #3
- 1973: You'd Better Believe It - US #77, R&B #18
- 1974: Summertime In The City - R&B #45
- 1974: Wish That Your Were Mine - R&B #17
- 1975: Don't Take Your Love From Me - US #37, R&B #7
- 1975: Hurt - US #97, R&B #10, UK #4 (distribuito nel 1976)
- 1976: I Kinda Miss You - US #46, R&B #7
- 1976: Kiss and Say Goodbye - US #1, R&B #1, UK #4
- 1977: It's You - UK #43
- 1977: It Feels So Good to Be Loved So Bad - US #66, R&B #6
- 1977: We Never Danced to a Love Song - US #93, R&B #10
- 1978: Am I Losing You - R&B #6
- 1978: Everybody Has A Dream - R&B #65
- 1979: Here Comes That Hurt Again - R&B #29
- 1979: The Way We Were/Memories - R&B #33
- 1980: Girl Of My Dream - R&B #30
- 1980: I'll Never Find Another (Find Another Like You) - R&B #12
- 1980: Shining Star - US #5, R&B #4, UK #45
- 1981: Just One Moment Away - R&B #19
- 1981: Let Your Love Come Down - R&B #77
- 1982: Honey, Honey - R&B #25
- 1983: Crazy - US #72, R&B #4, UK #63
- 1983: Forever By Your Side - R&B #30
- 1985: Don't Say No - R&B #60
- 1985: You Send Me - US #81, R&B #20
- 1986: Where Did We Go Wrong - R&B #42
- 1987: All I Need Is Your Love - R&B #41
- 1989: Sweet Talk - R&B #67
- 1989: Why You Wanna Love Me Like That - R&B #62
- 1990: I Won't Stop - R&B #79